# Sérézin-du-Rhône
Sérézin-du-Rhône is een gemeente in het Franse departement Rhône (regio Auvergne-Rhône-Alpes). De plaats maakt deel uit van het arrondissement Lyon. Sérézin-du-Rhône telde op 1 januari 2022 3.057 inwoners.

## Geografie
De oppervlakte van Sérézin-du-Rhône bedroeg op 1 januari 2022 3,97 vierkante kilometer; de bevolkingsdichtheid was toen 770 inwoners per km².

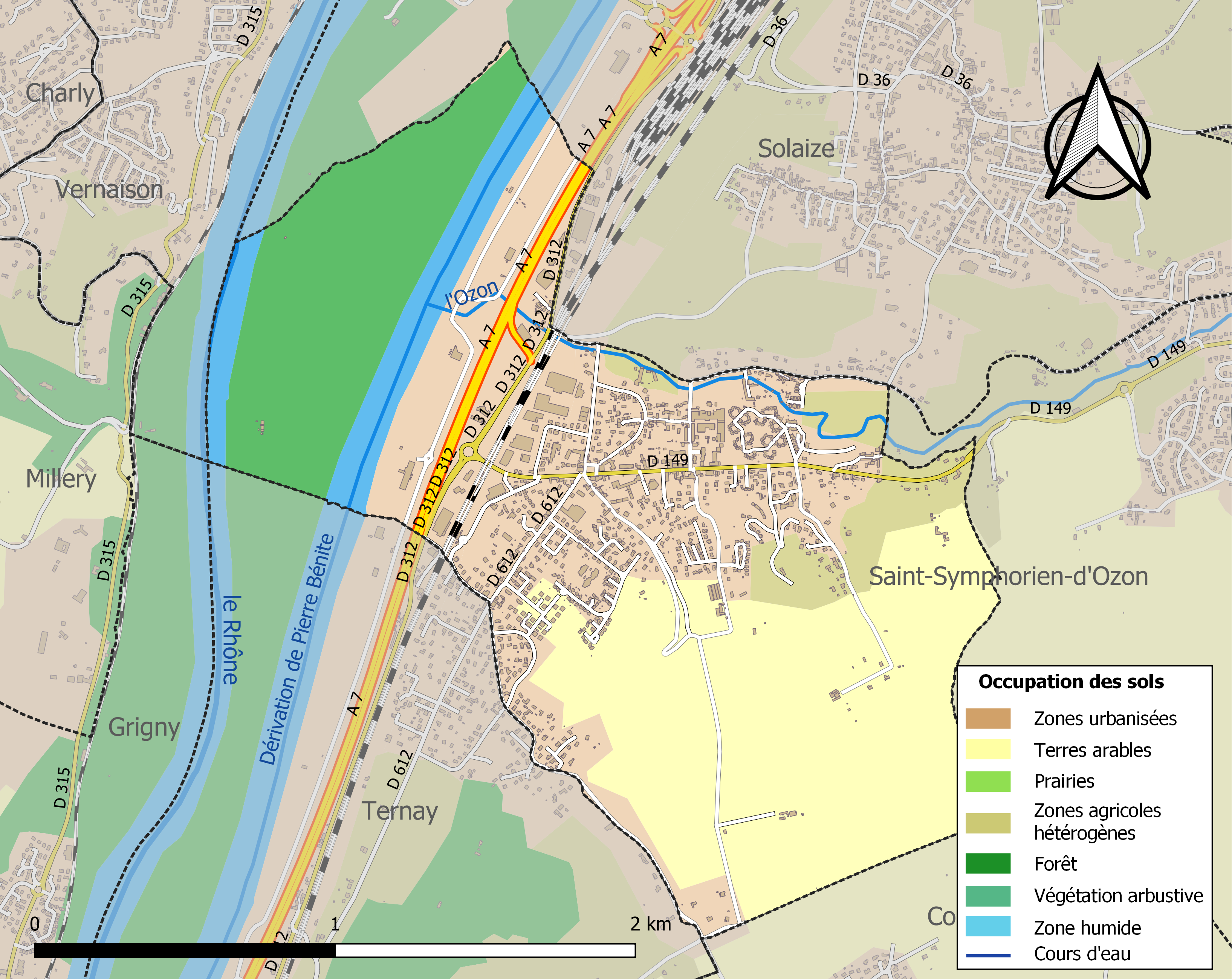
Kaart van de gemeente met de belangrijkste infrastructuur, bodemgebruik en omliggende gemeenten

## Demografie
Onderstaande figuur toont het verloop van het inwonertal (bron: INSEE-tellingen).